# Blocco della tavola periodica
Un blocco della tavola periodica degli elementi è un insieme di gruppi adiacenti. I rispettivi elettroni a più energia in ogni elemento di un blocco appartengono allo stesso tipo di orbitale atomico. Ogni blocco prende il nome dal suo orbitale caratteristico.
I nomi dei blocchi (s, p, d, f e g) sono derivati dalla qualità delle linee spettroscopiche degli orbitali atomici associati: sharp ("nitido"), principal ("principale"), diffuse ("diffuso") e fundamental ("fondamentale"), il resto essendo denominati in ordine alfabetico, omettendo la j. I blocchi sono talvolta chiamati famiglie.
Pare che il termine sia stato usato per la prima volta (in francese) da Charles Janet.
Quello che segue è l'ordine di riempimento degli orbitali del "sottoguscio", secondo il principio dell'Aufbau, che dà anche l'ordine lineare dei "blocchi" (quando il numero atomico aumenta) nella tavola periodica:
1s, 2s, 2p, 3s, 3p, 4s, 3d, 4p, 5s, 4d, 5p, 6s, 4f, 5d, 6p, 7s, 5f, 6d, 7p, ...
Per una discussione sulla natura del perché le energie dei blocchi appaiono naturalmente in quest'ordine negli atomi complessi, vedi orbitale atomico e configurazione elettronica.
La natura "periodica" del riempimento degli orbitali, come pure l'emersione dei "blocchi" s, p, d ed f, è più ovvia, se questo ordine di riempimento è dato in forma di matrice, con i numeri quantici principali crescenti a partire dalle nuove righe ("periodi") nella matrice. Poi, ciascun sottoguscio (composto dei primi due numeri quantici) si ripete tante volte quante ne occorrono per ogni coppia di elettroni che può contenere. Il risultato è una tavola periodica compressa, con ogni voce che rappresenta due elementi successivi:
| 1s 2s 2p 2p 2p 3s 3p 3p 3p 4s 3d 3d 3d 3d 3d 4p 4p 4p 5s 4d 4d 4d 4d 4d 5p 5p 5p 6s (*) 5d 5d 5d 5d 5d 6p 6p 6p 7s (+) 6d 6d 6d 6d 6d 7p 7p 7p *:4f 4f 4f 4f 4f 4f 4f +:5f 5f 5f 5f 5f 5f 5f |

## Tavola periodica
L'elio è collocato accanto all'idrogeno invece che in cima al neon perché fa parte del gruppo s2. In aggiunta ai blocchi elencati in questa tavola, esiste un blocco g ipotetico che non è raffigurato qui. Gli elementi del blocco g si possono vedere nella tavola periodica degli elementi estesa. Inoltre, il lutezio e il laurenzio sono collocati sotto lo scandio e l'ittrio per riflettere il loro status come elementi del blocco d.
| Gruppo →    | 1           | 2           |       | 3      | 4      | 5      | 6      | 7      | 8      | 9      | 10     | 11     | 12     | 13     | 14     | 15     | 16     | 17     | 18     |
| ↓ Periodo   |             |             |       |        |        |        |        |        |        |        |        |        |        |        |        |        |        |        |        |
| 1           | 1 H         | 2 He        |       |        |        |        |        |        |        |        |        |        |        |        |        |        |        |        |        |
| 2           | 3 Li        | 4 Be        |       |        |        |        |        |        |        |        |        |        |        | 5 B    | 6 C    | 7 N    | 8 O    | 9 F    | 10 Ne  |
| 3           | 11 Na       | 12 Mg       |       |        |        |        |        |        |        |        |        |        |        | 13 Al  | 14 Si  | 15 P   | 16 S   | 17 Cl  | 18 Ar  |
| 4           | 19 K        | 20 Ca       |       | 21 Sc  | 22 Ti  | 23 V   | 24 Cr  | 25 Mn  | 26 Fe  | 27 Co  | 28 Ni  | 29 Cu  | 30 Zn  | 31 Ga  | 32 Ge  | 33 As  | 34 Se  | 35 Br  | 36 Kr  |
| 5           | 37 Rb       | 38 Sr       |       | 39 Y   | 40 Zr  | 41 Nb  | 42 Mo  | 43 Tc  | 44 Ru  | 45 Rh  | 46 Pd  | 47 Ag  | 48 Cd  | 49 In  | 50 Sn  | 51 Sb  | 52 Te  | 53 I   | 54 Xe  |
| 6           | 55 Cs       | 56 Ba       | *     | 71 Lu  | 72 Hf  | 73 Ta  | 74 W   | 75 Re  | 76 Os  | 77 Ir  | 78 Pt  | 79 Au  | 80 Hg  | 81 Tl  | 82 Pb  | 83 Bi  | 84 Po  | 85 At  | 86 Rn  |
| 7           | 87 Fr       | 88 Ra       | **    | 103 Lr | 104 Rf | 105 Db | 106 Sg | 107 Bh | 108 Hs | 109 Mt | 110 Ds | 111 Rg | 112 Cn | 113 Nh | 114 Fl | 115 Mc | 116 Lv | 117 Ts | 118 Og |
|             |             |             |       |        |        |        |        |        |        |        |        |        |        |        |        |        |        |        |        |
| * Lantanidi | * Lantanidi | * Lantanidi | 57 La | 58 Ce  | 59 Pr  | 60 Nd  | 61 Pm  | 62 Sm  | 63 Eu  | 64 Gd  | 65 Tb  | 66 Dy  | 67 Ho  | 68 Er  | 69 Tm  | 70 Yb  |        |        |        |
| ** Attinidi | ** Attinidi | ** Attinidi | 89 Ac | 90 Th  | 91 Pa  | 92 U   | 93 Np  | 94 Pu  | 95 Am  | 96 Cm  | 97 Bk  | 98 Cf  | 99 Es  | 100 Fm | 101 Md | 102 No |        |        |        |

| blocco s | blocco p | blocco d | blocco f | blocco g |

| (a condizioni standard: 0 °C e 1 atm): |               |           |                    |
| nero=Solido                            | verde=Liquido | rosso=Gas | grigio=Sconosciuto |

|             |                |           |
| Primordiale | Da decadimento | Sintetico |

| (a condizioni standard: 0 °C e 1 atm): |               |           |                    |
| nero=Solido                            | verde=Liquido | rosso=Gas | grigio=Sconosciuto |

|             |                |           |
| Primordiale | Da decadimento | Sintetico |